# Llista d'asteroides/121501–121600
| Nom      | Designació provisional | Data de descobriment | Lloc de descobriment | Descobridor/s                    |
| -------- | ---------------------- | -------------------- | -------------------- | -------------------------------- |
| 121501 - | 1999 TH273             | 5 d'octubre, 1999    | Socorro              | LINEAR                           |
| 121502 - | 1999 TR273             | 5 d'octubre, 1999    | Socorro              | LINEAR                           |
| 121503 - | 1999 TZ289             | 10 d'octubre, 1999   | Socorro              | LINEAR                           |
| 121504 - | 1999 TU292             | 12 d'octubre, 1999   | Socorro              | LINEAR                           |
| 121505 - | 1999 TC296             | 1 d'octubre, 1999    | Catalina             | CSS                              |
| 121506 - | 1999 TA300             | 3 d'octubre, 1999    | Catalina             | CSS                              |
| 121507 - | 1999 TU304             | 4 d'octubre, 1999    | Kitt Peak            | Spacewatch                       |
| 121508 - | 1999 TY307             | 4 d'octubre, 1999    | Kitt Peak            | Spacewatch                       |
| 121509 - | 1999 TW308             | 6 d'octubre, 1999    | Kitt Peak            | Spacewatch                       |
| 121510 - | 1999 TS309             | 3 d'octubre, 1999    | Kitt Peak            | Spacewatch                       |
| 121511 - | 1999 TD319             | 9 d'octubre, 1999    | Socorro              | LINEAR                           |
| 121512 - | 1999 TR322             | 5 d'octubre, 1999    | Socorro              | LINEAR                           |
| 121513 - | 1999 UJ6               | 28 d'octubre, 1999   | Xinglong             | BAO Schmidt CCD Asteroid Program |
| 121514 - | 1999 UJ7               | 30 d'octubre, 1999   | Socorro              | LINEAR                           |
| 121515 - | 1999 US10              | 31 d'octubre, 1999   | Socorro              | LINEAR                           |
| 121516 - | 1999 UG11              | 31 d'octubre, 1999   | Socorro              | LINEAR                           |
| 121517 - | 1999 UO11              | 31 d'octubre, 1999   | Gnosca               | S. Sposetti                      |
| 121518 - | 1999 UA12              | 29 d'octubre, 1999   | Kitt Peak            | Spacewatch                       |
| 121519 - | 1999 UV17              | 30 d'octubre, 1999   | Kitt Peak            | Spacewatch                       |
| 121520 - | 1999 UE27              | 30 d'octubre, 1999   | Kitt Peak            | Spacewatch                       |
| 121521 - | 1999 UT27              | 30 d'octubre, 1999   | Kitt Peak            | Spacewatch                       |
| 121522 - | 1999 UU27              | 30 d'octubre, 1999   | Kitt Peak            | Spacewatch                       |
| 121523 - | 1999 UP28              | 31 d'octubre, 1999   | Kitt Peak            | Spacewatch                       |
| 121524 - | 1999 UA29              | 31 d'octubre, 1999   | Kitt Peak            | Spacewatch                       |
| 121525 - | 1999 UE29              | 31 d'octubre, 1999   | Kitt Peak            | Spacewatch                       |
| 121526 - | 1999 UN30              | 31 d'octubre, 1999   | Kitt Peak            | Spacewatch                       |
| 121527 - | 1999 UV30              | 31 d'octubre, 1999   | Kitt Peak            | Spacewatch                       |
| 121528 - | 1999 UX32              | 31 d'octubre, 1999   | Kitt Peak            | Spacewatch                       |
| 121529 - | 1999 UY33              | 31 d'octubre, 1999   | Kitt Peak            | Spacewatch                       |
| 121530 - | 1999 UG36              | 16 d'octubre, 1999   | Kitt Peak            | Spacewatch                       |
| 121531 - | 1999 UV36              | 16 d'octubre, 1999   | Kitt Peak            | Spacewatch                       |
| 121532 - | 1999 UD40              | 16 d'octubre, 1999   | Socorro              | LINEAR                           |
| 121533 - | 1999 UW40              | 16 d'octubre, 1999   | Socorro              | LINEAR                           |
| 121534 - | 1999 UJ41              | 18 d'octubre, 1999   | Kitt Peak            | Spacewatch                       |
| 121535 - | 1999 UQ41              | 18 d'octubre, 1999   | Kitt Peak            | Spacewatch                       |
| 121536 - | 1999 UY46              | 30 d'octubre, 1999   | Anderson Mesa        | LONEOS                           |
| 121537 - | 1999 UG48              | 30 d'octubre, 1999   | Catalina             | CSS                              |
| 121538 - | 1999 UA49              | 31 d'octubre, 1999   | Catalina             | CSS                              |
| 121539 - | 1999 UD50              | 30 d'octubre, 1999   | Catalina             | CSS                              |
| 121540 - | 1999 UU51              | 31 d'octubre, 1999   | Catalina             | CSS                              |
| 121541 - | 1999 UZ51              | 31 d'octubre, 1999   | Gnosca               | S. Sposetti                      |
| 121542 - | 1999 UW56              | 29 d'octubre, 1999   | Catalina             | CSS                              |
| 121543 - | 1999 VG1               | 3 de novembre, 1999  | Baton Rouge          | W. R. Cooney Jr., P. M. Motl     |
| 121544 - | 1999 VJ1               | 3 de novembre, 1999  | Baton Rouge          | W. R. Cooney Jr., P. M. Motl     |
| 121545 - | 1999 VA3               | 1 de novembre, 1999  | Kitt Peak            | Spacewatch                       |
| 121546 - | 1999 VU11              | 5 de novembre, 1999  | San Marcello         | L. Tesi, A. Boattini             |
| 121547 - | 1999 VS20              | 11 de novembre, 1999 | Xinglong             | BAO Schmidt CCD Asteroid Program |
| 121548 - | 1999 VH31              | 3 de novembre, 1999  | Socorro              | LINEAR                           |
| 121549 - | 1999 VC32              | 3 de novembre, 1999  | Socorro              | LINEAR                           |
| 121550 - | 1999 VQ32              | 3 de novembre, 1999  | Socorro              | LINEAR                           |
| 121551 - | 1999 VT33              | 3 de novembre, 1999  | Socorro              | LINEAR                           |
| 121552 - | 1999 VU36              | 3 de novembre, 1999  | Socorro              | LINEAR                           |
| 121553 - | 1999 VL39              | 10 de novembre, 1999 | Socorro              | LINEAR                           |
| 121554 - | 1999 VN39              | 10 de novembre, 1999 | Socorro              | LINEAR                           |
| 121555 - | 1999 VF41              | 1 de novembre, 1999  | Kitt Peak            | Spacewatch                       |
| 121556 - | 1999 VX41              | 4 de novembre, 1999  | Kitt Peak            | Spacewatch                       |
| 121557 - | 1999 VF44              | 3 de novembre, 1999  | Catalina             | CSS                              |
| 121558 - | 1999 VR47              | 3 de novembre, 1999  | Socorro              | LINEAR                           |
| 121559 - | 1999 VL48              | 3 de novembre, 1999  | Socorro              | LINEAR                           |
| 121560 - | 1999 VZ48              | 3 de novembre, 1999  | Socorro              | LINEAR                           |
| 121561 - | 1999 VN51              | 3 de novembre, 1999  | Socorro              | LINEAR                           |
| 121562 - | 1999 VQ51              | 3 de novembre, 1999  | Socorro              | LINEAR                           |
| 121563 - | 1999 VV51              | 3 de novembre, 1999  | Socorro              | LINEAR                           |
| 121564 - | 1999 VS55              | 4 de novembre, 1999  | Socorro              | LINEAR                           |
| 121565 - | 1999 VV55              | 4 de novembre, 1999  | Socorro              | LINEAR                           |
| 121566 - | 1999 VH59              | 4 de novembre, 1999  | Socorro              | LINEAR                           |
| 121567 - | 1999 VG60              | 4 de novembre, 1999  | Socorro              | LINEAR                           |
| 121568 - | 1999 VN62              | 4 de novembre, 1999  | Socorro              | LINEAR                           |
| 121569 - | 1999 VT69              | 4 de novembre, 1999  | Socorro              | LINEAR                           |
| 121570 - | 1999 VU74              | 5 de novembre, 1999  | Kitt Peak            | Spacewatch                       |
| 121571 - | 1999 VC76              | 5 de novembre, 1999  | Kitt Peak            | Spacewatch                       |
| 121572 - | 1999 VB87              | 7 de novembre, 1999  | Socorro              | LINEAR                           |
| 121573 - | 1999 VZ87              | 8 de novembre, 1999  | Socorro              | LINEAR                           |
| 121574 - | 1999 VS90              | 5 de novembre, 1999  | Socorro              | LINEAR                           |
| 121575 - | 1999 VV90              | 5 de novembre, 1999  | Socorro              | LINEAR                           |
| 121576 - | 1999 VL97              | 9 de novembre, 1999  | Socorro              | LINEAR                           |
| 121577 - | 1999 VO97              | 9 de novembre, 1999  | Socorro              | LINEAR                           |
| 121578 - | 1999 VG98              | 9 de novembre, 1999  | Socorro              | LINEAR                           |
| 121579 - | 1999 VO98              | 9 de novembre, 1999  | Socorro              | LINEAR                           |
| 121580 - | 1999 VR99              | 9 de novembre, 1999  | Socorro              | LINEAR                           |
| 121581 - | 1999 VK101             | 9 de novembre, 1999  | Socorro              | LINEAR                           |
| 121582 - | 1999 VT101             | 9 de novembre, 1999  | Socorro              | LINEAR                           |
| 121583 - | 1999 VO102             | 9 de novembre, 1999  | Socorro              | LINEAR                           |
| 121584 - | 1999 VW102             | 9 de novembre, 1999  | Socorro              | LINEAR                           |
| 121585 - | 1999 VE103             | 9 de novembre, 1999  | Socorro              | LINEAR                           |
| 121586 - | 1999 VS104             | 9 de novembre, 1999  | Socorro              | LINEAR                           |
| 121587 - | 1999 VJ105             | 9 de novembre, 1999  | Socorro              | LINEAR                           |
| 121588 - | 1999 VL105             | 9 de novembre, 1999  | Socorro              | LINEAR                           |
| 121589 - | 1999 VJ110             | 9 de novembre, 1999  | Socorro              | LINEAR                           |
| 121590 - | 1999 VM110             | 9 de novembre, 1999  | Socorro              | LINEAR                           |
| 121591 - | 1999 VN111             | 9 de novembre, 1999  | Socorro              | LINEAR                           |
| 121592 - | 1999 VJ113             | 9 de novembre, 1999  | Socorro              | LINEAR                           |
| 121593 - | 1999 VY114             | 9 de novembre, 1999  | Catalina             | CSS                              |
| 121594 - | 1999 VD115             | 9 de novembre, 1999  | Catalina             | CSS                              |
| 121595 - | 1999 VT125             | 6 de novembre, 1999  | Kitt Peak            | Spacewatch                       |
| 121596 - | 1999 VX128             | 9 de novembre, 1999  | Kitt Peak            | Spacewatch                       |
| 121597 - | 1999 VC130             | 11 de novembre, 1999 | Kitt Peak            | Spacewatch                       |
| 121598 - | 1999 VO130             | 9 de novembre, 1999  | Kitt Peak            | Spacewatch                       |
| 121599 - | 1999 VF135             | 13 de novembre, 1999 | Kitt Peak            | Spacewatch                       |
| 121600 - | 1999 VZ135             | 9 de novembre, 1999  | Socorro              | LINEAR                           |